# شاتو دي شانتيه
شاتو دي شانتيه هو شاتو يقع في شانتيه،واز،فرنسا.المبنى مدرج في المعالم التاريخية في فرنسا منذ 1988 كما يضم الشاتو متحف كونديه.